# 장추루쉐
장추루쉐(蔣丘如雪, 1934년 2월 12일 ~ )는 장웨이궈의 2번째 부인이다. 아명은 아이룬(愛倫)이며 1939년에 추루쉐(丘如雪)로 개명하였다. 별명은 엘렌(Ellen).

## 생애
나치 독일 베를린에서 타이완대 철학겸임교수 추빙민(丘秉敏)과 독일 여성 사이에서 태어났다.
1962년 장웨이궈와 혼인 후 이듬해 장샤오캉을 낳았다. 1982년부터 1984년까지 중국국민당 당무위원 등을 지냈다.